# Zofia Jaworowska
Zofia Wiktoria Jaworowska (ur. 25 listopada 1991) – polska aktorka dubbingowa, tłumaczka, dialogistka i autorka tekstów piosenek.

## Życiorys
Studiowała filozofię, antropologię społeczną i studia filmowe na Uniwersytecie Warszawskim, Uniwersytecie Londyńskim, Wydziale Filmowym i Telewizyjnym Akademii Sztuk Scenicznych w Pradze i w Szkole Wajdy.
Działa społecznie w założonej i kierowanej przez siebie fundacji BRDA, której celem jest tworzenie odpowiedzialnego środowiskowo i społecznie sektora budowlanego i architektury. Członkini stowarzyszenia Miasto Jest Nasze, z jego ramienia w 2024 została wybrana radną warszawskiej dzielnicy Mokotów.

## Polski dubbing
Źródło.

- 1973: Robin Hood – Tagalong
- 1986: Wielki mysi detektyw – Olivia
- 1998: Dawno temu w trawie – Dora
- 1999: Tarzan
- 1999: Toy Story 2
- 2000: Tygrys i przyjaciele – Maleństwo
- 2000: Nowe szaty króla – Chaca
- 2001: Zakochany kundel II: Przygody Chapsa
- 2001: Kubusiowe opowieści – Maleństwo
- 2001: Legenda Tarzana – Abby (odc. 31)
- 2002: Mali agenci 2: Wyspa marzeń – Gerti
- 2002: Lilo i Stich – Lilo
- 2002: Kubuś Puchatek: Puchatkowego Nowego Roku – Maleństwo
- 2002: Zabawa z Kubusiem Puchatkiem: Puchatkowe przyjęcie – Maleństwo
- 2003: 101 dalmatyńczyków II. Londyńska przygoda
- 2003: Gdzie jest Nemo? – Darla
- 2003: Nawiedzony dwór – Megan
- 2003: Prosiaczek i przyjaciele – Maleństwo
- 2003: Lilo i Stich – Lilo (odc. 1–39)
- 2003: Dziewczyny Cheetah – Chanell Simmons
- 2004: Maleństwo i przyjaciele – Maleństwo
- 2006: Dziewczyny Cheetah 2 – Chanell Simmons
- 2007: Czarodzieje z Waverly Place – Rosie
- 2007: Książę i żebrak – hollywoodzka opowieść – Elizabeth
- 2008: Dziewczyny Cheetah: Jeden świat – Chanell Simmons
- 2009: Góra Czarownic – Sara
- 2009: Zeke i Luther – Courtney Mills (odc. 72–73)
- 2010: Alicja w Krainie Czarów – Fiona Chattaway
- 2010: Szesnaście życzeń – Abby Jensen
- 2010: Weź Tubę na próbę – Tiffany

## Tłumaczenie
- 1994: Magiczny autobus (druga wersja dubbingu)
- 2010: My Little Pony: Przyjaźń to magia (odc. 97–112)
- 2015: Barbie: Super księżniczki
- 2020: Rodzeństwo Willoughby

## Adaptacja
- 2020: Więcej niż myślisz

## Dialogi polskie
- 1994: Magiczny autobus (druga wersja dubbingu)
- 1996: Muppety na Wyspie Skarbów
- 2003: Siatkarz Buddy
- 2006: Drużyna Buddy’ego
- 2006: Orzeszek
- 2010: My Little Pony: Przyjaźń to magia (odc. 97–104, S1, K20–K26)
- 2011: W jak wypas
- 2012: Lato w mieście (odc. 44–45)
- 2012: Zou (odc. 62–67, 69, 72, 77–79, 92)
- 2013: Mako Mermaids: Syreny z Mako (odc. 27–52)
- 2013: Oddział specjalny (odc. 45)
- 2014: Batman i Liga Sprawiedliwości
- 2014: Evermoor (odc. 5–24)
- 2014: My Little Pony: Equestria Girls: Rainbow Rocks (klipy promocyjne)
- 2015: 7 krasnoludków i Królewna Śnieżka – nowe przygody
- 2015: Muppety
- 2015: Następcy
- 2015: Pierwsza randka Riley?
- 2015: Projekt Mc² (pierwsza wersja dubbingu, serie III–VI; druga wersja dubbingu, seria I)
- 2015: Szajbus i pingwiny
- 2015: Teen Beach 2
- 2015: Transformers: Robots in Disguise (odc. 1–14, 19–26)
- 2015: Violetta: Podróż
- 2015: W głowie się nie mieści
- 2016: Barbie: Dreamtopia
- 2016: Barbie i siostry na tropie piesków
- 2016: Ben 10 (2016) (odc. 4, 6, 8–10, 36)
- 2016: Gantz: O
- 2016: Gdzie jest Dory?
- 2016: Kuromukuro
- 2016: Magi: Adventure of Sinbad
- 2016: Matka i córka: Droga do marzeń
- 2016: Moje wakacje z Rudym
- 2016: Mój rycerz i ja (odc. 2, 4, 6, 8–10)
- 2016: Ozzy
- 2016: Prawo Milo Murphy’ego (seria I)
- 2016: Tarzan: Legenda
- 2016: Tini: Nowe życie Violetty
- 2016: Wkręceni-nakręceni (odc. 4–5)
- 2016: Wrota bohaterów
- 2016: Wywiad-ocean
- 2017: Barbie Dreamtopia: Święto Zabawy
- 2017: Barbie w świecie gier
- 2017: Co wiecie o swoich dziadkach?
- 2017: Klopsiki i inne zjawiska pogodowe
- 2017: My Little Pony: Equestria Girls – Better Together (odc. 28–40, S11–S16)
- 2017: Następcy 2
- 2017: Riko prawie bocian
- 2017: Tam, gdzie mieszka Bóg
- 2017: Zając Max ratuje Wielkanoc
- 2018: Coop i Cami pytają świat (odc. 1–21)
- 2018: Hi Score Girl (odc. 1–12)
- 2018: Kronika świąteczna
- 2018: Krzysiu, gdzie jesteś?
- 2018: Venom
- 2018: Zakręcony piątek
- 2019: Następcy 3
- 2020: Kronika świąteczna 2
- 2020: Rodzeństwo Willoughby
- 2020: Teraz Muppety!
- 2020: Więcej niż myślisz
- 2021: Thunder Force

## Teksty piosenek
- 2010: My Little Pony: Przyjaźń to magia (odc. 79, 86–87, 90–91, 104)
- 2011: W jak wypas
- 2013: Liv i Maddie
- 2014: My Little Pony: Equestria Girls: Rainbow Rocks (klipy promocyjne #7–8)
- 2015: Następcy: Świat Potępionych
- 2015: W głowie się nie mieści
- 2016: Barbie: Gwiezdna przygoda
- 2016: Bizaardvark (seria I–II)
- 2016: Gdzie jest Dory?
- 2016: Prawo Milo Murphy’ego (seria I)
- 2017: My Little Pony: Film
- 2017: My Little Pony: Equestria Girls – Better Together (odc. S12)
- 2018: Coop i Cami pytają świat (odc. 7–8; czołówka)
- 2018: Krzysiu, gdzie jesteś?
- 2020: Kronika świąteczna 2